# اختناق شهوانی
اختناق شهوانی یا خفگی‌کامی(به انگلیسی: erotic asphyxiation, hypoxyphilia, asphyxiophilia) محدودیت عمدی اکسیژن‌رسانی به مغز برای برانگیختگی جنسی را گویند. اصطلاح «اختناق با تحریک خود» هنگامی استفاده می‌شود که این کار، به دست یکی از خودشان انجام شود. گاهی کسی را که در این عمل دخیل است، نفس‌بریده می‌گویند. کار برانگیختگی جنسی از طریق ایجاد اختناق و حالت خفگی، در راهنمای تشخیصی و آماری اختلال‌های روانی از سوی انجمن روان‌پزشکی آمریکا، انحراف جنسی به حساب می‌آید.
از افراد مشهوری که در اثر این کار مرده‌اند می‌توان به دیوید کارادین، مایکل هاتچنس و آلبرت دکر اشاره کرد. همین‌طور سادا آبه کسی بود که معشوق‌اش را در اثر این کار، به قتل رساند.

## فیزیولوژی
نویسنده جان کورا نوشته‌است: «سرخرگ کاروتید مشترک (در هر دو طرف گردن) خون غنی از اکسیژن را از قلب به مغز حمل می‌کنند. وقتی اینها فشرده می‌شوند، مانند فشردن گلو یا حلق‌آویز شدن، منجر به کاهش ناگهانی اکسیژن در مغز و تجمع دی‌اکسید کربن می‌شود که می‌تواند باعث افزایش احساس سرگیجه، سبک‌سری و لذت شود، که همه آن‌ها احساسات ارضای میل جنسی تشدید خواهند کرد.»
جورج شومن نویسنده این اثر را اینگونه توصیف می‌کند: " وقتی مغز از اکسیژن محروم می‌شود، موجب ایجاد یک حالت روشن و نیمه توهم زا به نام هیپوکسی می‌شود. که گفته می‌شود در ترکیب با ارگاسم، قدرتی کم‌تر از کوکائین ندارد و بسیار اعتیادآور است.
در مورد حالات هذیان آور که توسط هیپوکسی مزمن به ایجاد می‌شود، دکتر ای ال لوید اشاره می‌کند که ممکن است مشابه احساسی باشد که کوهنوردان در ارتفاع بالا تجربه می‌کنند. او همچنین یادآور می‌شود که چنین حالت ای در هیپوکسی ناشی از انفجار ناگهانی هواپیما در ارتفاع وجود ندارد. این یافته‌ها به وی نشان می‌دهند که آن‌ها صرفاً از کمبود اکسیژن لذت نمی‌برند. پس از بررسی مطالعات در مورد هیپوکسی، او دریافت که «ناهنجاری‌هایی مغزی که شامل یک یا چند انتقال‌دهنده عصبی به‌هم‌پیوسته مانند دوپامین، سروتونین و بتا اندورفین است در همه شرایط مرتبط با توهمات گزارش شده‌است.»